# Aiways U6
La Aiways U6 (cinese:爱 驰 U6; pinyin: Aì Chí U6) è un'autovettura elettrica prodotta dalla casa automobilistica cinese Aiways a partire dal 2021.

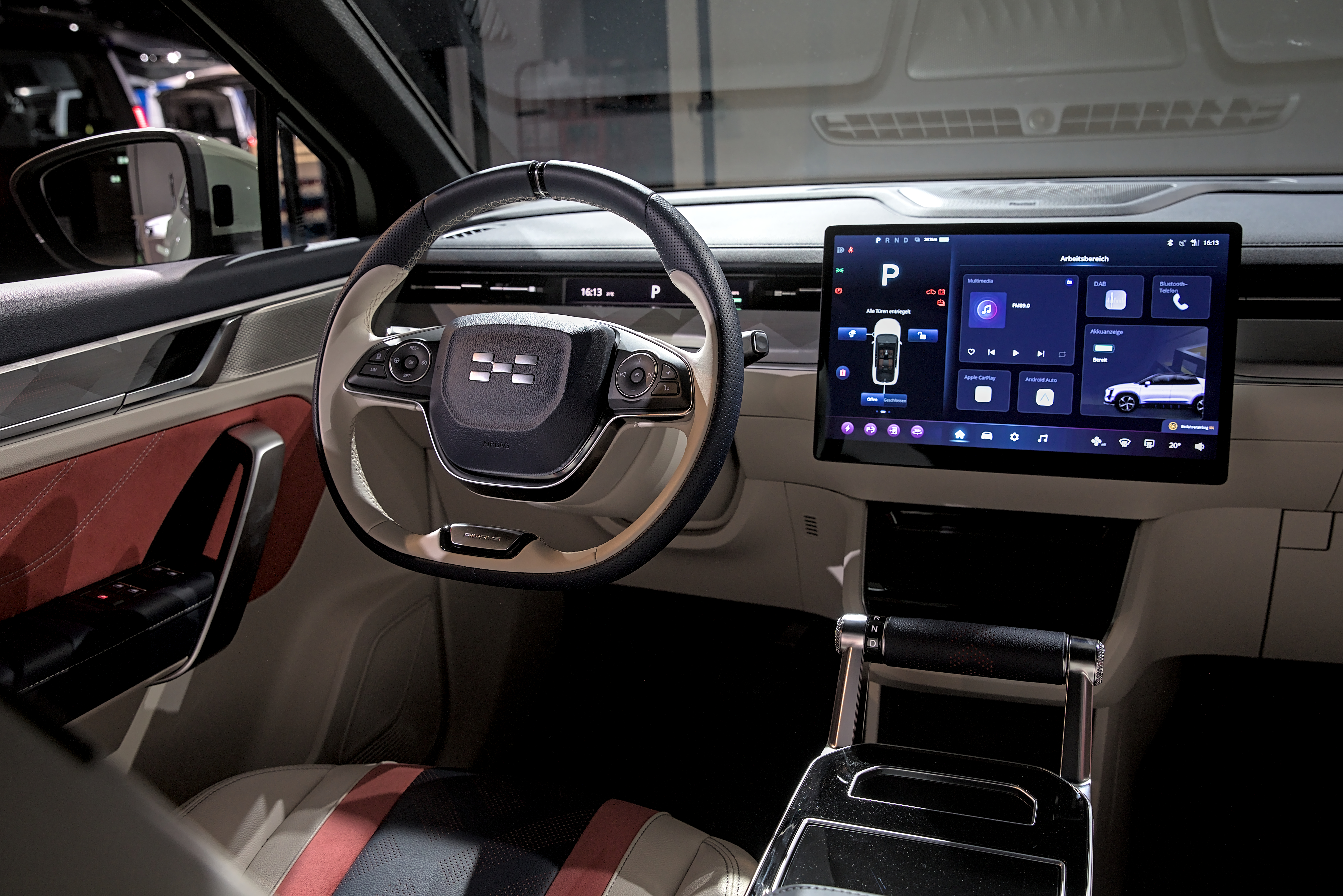
Interni

## Caratteristiche
L'U6 è il secondo modello completamente elettrico prodotto dalla cinese Aiways dopo aver presentato nel 2019 la Aiways U5. Si basa sulla concept car U6ion mostrata per la prima volta al salone di Chengdu in Cina nel luglio 2020; la versione di serie della U6 è entrata in produzione nello stabilimento di Shangrao di Aiways nel maggio 2021, con la fase di pre-produzione è iniziata nel maggio 2021. 
La versione di produzione della Aiways U6 mantiene il tetto panoramico in vetro a cupola della concept car. È il secondo veicolo Aiways ad essere costruito sulla piattaforma More Adaptable Structure (MAS) dell'azienda ed è dotata di funzionalità come l'assistenza al parcheggio a distanza che consente al conducente di utilizzare il proprio smartphone per parcheggiare l'U6 fino a 10 metri di distanza. Gli interni presentano colori blu e bianco, oppure nero e arancio, con un display touch screen da 14,6" fluttuante e non integrato nella consolle, mentre il selettore del cambio è a forma di maniglia aeronutica.
Il motore elettrico di Aiways U6 è da 160 kW (218 CV) di potenza con coppia massima di 315 Nm, È dotata di batteria da 63 kWh agli ioni di litio con moduli prodotti da CATL. L'autonomia massima dichiarata nel ciclo WLTP è di 400 km. Lo scatto da 0 a 100 km/h è coperto in 6,9 secondi.